# Коханово (Хиславичский район)
Коханово — деревня в Хиславичском районе Смоленской области России. Входит в состав Упинского сельского поселения.

## История
В годы Великой Отечественной войны деревня была оккупирована гитлеровскими войсками в июле 1941 года, освобождена в сентябре 1943 года.
В конце XX века входила в Упинский сельсовет Хиславичского района.

## География
Расположена в юго-западной части области в 9 км к северу от Хиславичей, на берегу реки Сож.

## Население
Постоянно проживающих 1 человек

## Транспорт
В 24 км западнее — автодорога А141 Орёл — Витебск, В 26 км восточнее деревни расположена железнодорожная станция Васьково на линии Смоленск — Рославль.